# 小行星9719
小行星9719（英語：9719 Yakage）是一颗围绕太阳公转的小行星。1977年2月18日，香西洋树、古川麒一郎在木曾町发现了此天体。
这颗小行星的绝对星等为119.22056等。